# Tumay Huaraca (distrito)
O Distrito peruano de Tumay Huaraca é um dos dezenove distritos que formam a Província de Andahuaylas, situada no Apurímac, pertencente a Região Apurímac, Peru.

## Transporte
O distrito de Tumay Huaraca é servido pela seguinte rodovia:
- PE-30B, que liga o distrito de Coracora (Região de Ayacucho) à cidade de Andahuaylas (Região de Apurímac)
- AP-104, que liga a cidade de Pomacocha ao distrito de Talavera [2][3][4]